# Louisa Grauvogel
Louisa Grauvogel (ur. 28 września 1996) – niemiecka lekkoatletka specjalizująca się w wielobojach.
W 2013 sięgnęła po brązowy medal mistrzostw świata juniorów młodszych w Doniecku. Piąta zawodniczka mistrzostw świata juniorów w Eugene (2014).
Rekordy życiowe: siedmiobój (sprzęt juniorów młodszych) – 5692 pkt. (9 czerwca 2013, Filderstadt).  

## Osiągnięcia
| Rok  | Impreza                               | Miejsce    | Konkurencja | Lokata     | Wynik     |
| ---- | ------------------------------------- | ---------- | ----------- | ---------- | --------- |
| 2013 | Mistrzostwa świata juniorów młodszych | Donieck    | siedmiobój  | 3. miejsce | 5581 pkt. |
| 2014 | Mistrzostwa świata juniorów           | Eugene     | siedmiobój  | 5. miejsce | 5621 pkt. |
| 2015 | Mistrzostwa Europy juniorów           | Eskilstuna | siedmiobój  | 3. miejsce | 5704 pkt. |
| 2018 | Mistrzostwa Europy                    | Berlin     | siedmiobój  | –          | DNF       |